# 서극형
서극형(徐克衡, 일본식 이름: 原田桂成, 1916년 8월 3일 ~ 1998년 9월 4일)은 일제강점기의 관료이며 대한민국의 기업인 겸 법조인이다.

## 생애
전라남도 목포 출신으로 광주제일고등학교의 전신인 광주서중학교를 졸업했다. 전남 지역에서 조선총독부 관리로 일했으며, 일제 강점기 말기에 평안북도 위원군과 룡천군 군수를 역임하였다.
대한민국에서는 변호사를 개업하였으며, 대한민국 국회 법제조사국 전문위원을 지냈다. 전라남도 광주에서 광주실업공사 전무취체역을 지내는 등 기업인으로도 활동했으며, 1958년에는 증권파동과 관련된 경제사범으로 체포된 일이 있다.
자녀 중 3남이 2002년 대한민국 대통령 선거에서 한나라당 후보 이회창의 법률고문을 맡았던 변호사 서정우이다. KAIST 총장을 지낸 서남표는 서극형의 사위이다.
2008년 민족문제연구소가 발표한 친일인명사전 수록예정자 명단 관료 부문에 선정되었다.

## 같이 보기
- 서정우

## 참고 자료
- 서극형(徐克衡) - 국사편찬위원회